# Здание торговой конторы Мамедсадыха Алиева
Здание торговой конторы Мамедсадыха Алиева, или Клуб имени Чингиза Мустафаева — историко-архитектурный памятник XIX века, расположенный в городе Шеки.
Здание было включено в список недвижимых памятников истории и культуры местного значения постановлением №338 Кабинета Министров Азербайджанской Республики от 3 ноября 2021 года.

## История
Здание было построено в 1913 году шелководом и торговцем Мамедсадыхом Алиевым. Здание, функционировавшее как торговая контора, является трёхэтажным и построено из речного камня и кирпича.
После советской оккупации в здании начал функционировать кинотеатр.
После восстановления независимости Азербайджана в здании функционировал Дом учителя. В 2006 году по инициативе фонда имени Чингиза Мустафаева и компании «VMF» здание было отремонтировано, и здесь начал работу клуб, названный в честь национального героя Азербайджана Чингиза Мустафаева. В здании расположены кинозал, детский театр, художественная галерея и музей. В 2019 году кинозал здания был капитально отремонтирован, и здесь вновь начал свою работу кинотеатр.
Здание было включено в список недвижимых памятников истории и культуры местного значения постановлением №338 Кабинета Министров Азербайджанской Республики от 3 ноября 2021 года.